# Султан I бин Сакр аль-Касими
Шейх Султан бин Сакр аль-Касими (1781—1866) — шейх племени аль-Касими, правитель городов Шарджа, Рас-эль-Хайма, Джазира Аль-Хамра и Рамс (1803—1866). Будучи зависимым от Первого Саудовского королевства, он правил Рас-эль-Хаймой в 1803—1809 годах, когда был свергнут по приказу Саудитов и восстановлен в 1820 году, продолжая править до своей смерти в 1866 году в возрасте 85 лет . Султан бин Сакр был правителем Шарджи в 1814—1866 годах (в 1840 году престол кратко занимал его старший сын Сакр).

## Правление
Сын и преемник шейха Сакра I бин Рашида аль-Касими, правившего в 1777—1803 годах.
Характерной чертой правления Султана является то, что он назначал своих родственников на должности вали (губернаторов). Рас-эль-Хайма фактически управлялась Мухаммедом бин Сакром, братом Султана, с 1823 года до его смерти в 1845 году, в то время как другой брат, Салих бин Сакр, правил Шарджой до 1838 года, когда он был заменен старшим сыном султана Сакром. Однако в 1840 году Сакр провозгласил независимость от своего отца и снизил налог на ловцов жемчуга, чтобы укрепить свою поддержку в городе. Султан в конце концов согласился принять дань от Шарджи в обмен на разрешение Сакру править, но в декабре того же года Салих ибн Сакр и группа верных ему людей застали Сакра ибн Султана врасплох во сне и взяли его в плен. Сакр спасся бегством, отец разрешил ему вернуться в Шарджу в 1846 году, когда он был убит в бою с Умм эль-Кайвайн. Его сменил Абдаллах бин Султан, который, однако, был убит в бою с Хамрией в 1855 году.
После смерти Абдуллаха Султак бин Сакр назначил своего внука Мухаммеда бин Сакра вали (губернатором) в Шардже. Однако Халид бин Султан, сын Султана, оспорил его правление, и в 1859 году Шарджа была разделена между ними. Султан к этому времени уже был в полном маразме и не принимал активного участия в конфликте вокруг Шарджи, который в конце концов был улажен, когда Халид застрелил Мухаммеда и бросил его тело в колодец в пустыне в конце 1860 года.
Султан бин Сакр стал шейхом племени Аль-Касими в то время, когда племя находилось в состоянии войны с султаном Маската, который претендовал на суверенитет над прибрежными общинами южной части Персидского залива. Имел место ряд инцидентов, связанных с британским судоходством, в том числе британцы, по-видимому, поддерживали оманского султана и сотрудничали с ним. Агрессивная реакция Аль-Касими на применение британских войск привела к ряду нападений со стороны Аль-Касими. В 1806 году Султан бин Сакр заключил перемирие, которое привело к заключению мирного договора с англичанами. Этот договор, подписанный 6 февраля 1806 года, предусматривал возвращение «Trimmer», захваченного британского корабля, и обязывал «Аль-Касими» уважать судоходство под британским флагом. Взамен корабли Аль-Касими должны были беспрепятственно заходить в индийские порты.

## Изгнание
За подписанием договора последовал двухлетний мир в Персидском заливе, позволивший Султану бин Сакру сосредоточить свои силы против своего старого врага — султана Маската. В мае 1808 года он отбил у оманцев Хаур-Факкан. Однако вскоре после этой победы Султан был смещен с поста главы Аль-Касими саудовским эмиром, а затем правителя Рас-эль-Хаймы в следующем году. Хусейн бин Али, шейх Рамса и Дхайя, был назначен главным «вали», или сборщиком налогов для саудовцев в Договорном Омане. В то же время саудовцы захватили крепости Фуджайра, Битна и Хаур-Факкан.
Султан бин Сакр был взят в плен в Эр-Рияде в 1809 году, когда он приглашен с визитом к Саудитам. Он бежал и отправился через Йемен и Мокху в Маскат, где был принят оманским султаном Саидом бин Султаном.
Участившиеся нападения на британские суда в Персидском заливе и Индийском океане привели к тому, что саудовский наместник Хусейн бин Али потребовал, чтобы британские корабли платили дань «Аль-Касими». Помимо участия в возглавляемых Саудовской Аравией экспедициях против других портов Персидского залива, Аль-Касими находились в конфликте с персами, а также с султаном Маската и все еще нападали на британские корабли. Было решено организовать экспедицию в поддержку султана, а также свергнуть Аль-Касими.

## Кампания в Персидском заливе 1809 года
Кампания в Персидском заливе 1809 года началась с прибытия британского флота к Рас-эль-Хайме 11 ноября 1809 года. На следующий день англичане начали бомбардировку города. После неудачной попытки высадки 12 ноября произошла еще одна попытка. Затем англичане захватили Бендер-Ленге и Люфт, а затем Хаур-Факкан для султана Маската, а затем направились на города Рамс, Джазира-Эль-Хамру, Аджман и Шарджу.
Султан бин Сакр, законный правитель Рас-эль-Хаймы, все еще находясь в изгнании, британцы не пытались заключить договор после экспедиции 1809 года.
В 1813 году военная экспедиция султана Маската в Рас-эль-Хайму с целью восстановления Султана бин Сакра потерпела неудачу. Однако в результате очередной вылазки на следующий год Султан бин Сакр вновь стал правителем не Рас-эль-Хаймы, а Шарджи и Бендер-Линге, причем последний был его главной резиденцией. Рас-эль-Хайма оставалась под эффективным правлением саудовского ставленника Хасана бин Рахма аль-Касими.

## Экспедиция 1819 года и договор 1820 года
При Хасане аль-Касими оказались не только в конфликте с Маскатом, но и все чаще с британским судоходством, и ряд инцидентов привел к подписанию мирного договора в 1814 году, который едва продержался. В 1819 году англичане предприняли вторую кампанию в Персидском заливе и на этот раз разграбили Рас-эль-Хайму, изгнав оттуда Хасана бин Рахма, а затем приступили к бомбардировке и уничтожению укреплений и более крупных судов в Умм-эль-Кайвайне, Аджмане, Аль-Хире, Шардже, Абу-Хаила и Дубая.
Султан бин Сакр подписал общий морской договор 4 февраля 1820 года в Форте Фалайя в глубине Рас-эль-Хаймы как «Шейх Шарджи и Рас-эль-Хаймы». Хасан бин Рахма аль-Касими ранее подписал этот договор как «Шейх Хатта и Фалайхи, ранее принадлежавших Рас-эль-Хайме».
Султан бин Сакр быстро укрепил свое влияние, отправив стареющего ваххабитского шейха из Рамса и Дайи в Шарджу, заменив его сыном бывшего шейха, а затем поставив своего собственного сына Мухаммеда в качестве наместника (вали) в Рас-эль-Хайме. Абдулла бин Рашид из Умм-эль-Кайвайна признавал первенство Султана — из северных эмиратов только Аджман считал себя независимым. К 1824 году Султан бин Сакр установил в Умм-эль-Кайвайне податливого клиента и получил от Аджмана подтверждение своего сюзеренитета. Он женился в правящей семье Дубая в 1825 году.
Позднее, в 1820 году, Султан бин Сакр построил форт Шарджа. Ранние британские записи 1830 года отмечают, что форт расположен «немного в глубине материка, на нем установлены шесть пушек и несколько отдельно стоящих башен. В случае тревоги со стороны неприятеля она окружена частоколом из финиковых деревьев и дров, достаточных для отражения нападения арабов, хотя и мало полезных против регулярных войск» .

## Война с Абу-Даби
Султан бин Сакр восстановил город Рас-эль-Хайма, используя руины старого города для строительства нового. К 1828 году город был вновь основан как поселение. Разгневанный коалицией между своим старым врагом султаном Маската и Бани-Йас из Абу-Даби, Султан бин Сакр воспользовался началом их экспедиции против Бахрейна, чтобы блокировать город Абу-Даби. Блокада была снята в июне 1829 года после мирных усилий шейха Линге, обе стороны стремились принять участие в ежегодном сезоне добычи жемчуга. Однако к 1831 году верные Абу-Даби бедуины совершили набег на Аджман, и Султан бин Сакр, объединившись с Аджманом, объявил Абу-Даби войну. Был заключен краткий мир, но жемчужные лодки с обеих сторон были захвачены. В 1833 году клан Аль-Бу Фалаш из Бани-Йас отделилась от Дубая под командованием Обейда бин Саида бин Рашида вместе с Мактумом бин Бути бин Сохайлом, и султан решил использовать эту возможность, чтобы снова двинуться против эмирата Абу-Даби.
Вспомнив о лодках Шарджи с жемчужных берегов (крайне непопулярный шаг, имевший место в разгар сезона), Султан отплыл в Абу-Даби с 22 лодками, перевозившими 520 человек под его началом и Хасана бин Рахмаха, и 80 лодками, перевозившими 700 человек из Аль-Бу Фалаша и других сепаратистов Дубая. 10 сентября 1833 года союзники высадились в четырех милях от Абу-Даби и расположились лагерем, готовые двинуться на город на следующий день. Однако на рассвете они обнаружили, что окружены большим отрядом бедуинов Бани-Йас и Манасир. Захватчики бежали к своим лодкам, но они были оставлены высоко и сухими приливом, и последовал разгром, 45 человек были убиты и 235 взяты в плен (и вынуждены вернуться в свои дома в Абу-Даби), в то время как Аль-Касими потерял шесть лодок, а Дубайский контингент потерял 60 из своих 80 лодок. Ничуть не смутившись, Султан вступил в союз с шейхами Линге и Аджмана и в ноябре 1833 года вновь выступил против Абу-Дубая. Эта экспедиция, не сумев взять Абу-Даби силой оружия, блокировала город.
Блокада была эффективной: 30 лодок Абу-Даби были захвачены Аль-Касими, в то время как резкое столкновение с дубайскими союзниками Султана привело к гибели 10 человек на стороне Абу-Даби. Караван из 50 верблюдов с финиками был захвачен, и в то время как Абу-Даби оказался в тяжелом положении из-за блокады, действия против сторонников Дубая по суше и необходимость доставлять воду и припасы из Шарджи и Рас-эль-Хаймы означали, что блокирующие силы также пострадали. Был заключен недолговечный мир, за которым последовало более прочное соглашение в 1834 году, в соответствии с которым Абу-Даби согласился, что жители Дубая должны быть подданными Шарджи.

## Вечное морское перемирие 1853
Война, самая длительная и разрушительная из всех войн между прибрежными общинами Персидского залива, подготовила почву для вечного морского перемирия 1853 года, начавшегося с серии договоров, заключенных англичанами, чтобы открыть перемирие для ежегодного сезона добычи жемчуга, которое вступило в силу с 1835 года. Эти ежегодные договоры длились по восемь месяцев каждый, но третий договор, по настоянию шейха Султана бин Сакра, был продлен на целый год, а последующие договоры до 1882 года были ежегодными. На этом этапе было предложено продлить действие договора на десять лет, и это в целом состоялось (есть несколько случаев ссор и столкновений на жемчужных берегах). Впоследствии, в мае 1853 года, шейхи подписали вечное морское перемирие, причем трое из них подписали его как «вождь» своих городов (Умм-эль-Кайвайн, Аджман и Дубай), а двое — Саид бин Тахнун и Султан бин Сакр — как главы своих племен — Бани-Йас и Аль-Касими, соответственно.

## Соглашение с Маскатом
В конце почти столетнего конфликта с Маскатом шейх Султан бин Сакр в 1850 году согласились на компромисс с султаном Маската, в котором за Аль-Касими были закреплены земли к северу от линии между Шарджей и Кальбой на восточном побережье, но кроме района к северу от линии между Шаам на Западе и Диббой на восточном побережье.

## Осада Хамрии
В Шардже вспыхнула кровная вражда между членами племен Хувала и Швайхийин в Шардже, и Султан бин Сакр перевез Швайхийин, группу недавних иммигрантов в Шарджу, насчитывавшую около 500 воинов, в Хамрию, город на северной границе между Аджманом и Шарджей. Это спровоцировало первое из многих восстаний Хамрии против правления Аль-Касими, которое Султан подавил, осадив Хамрию в мае 1855 года силами своих людей, а также около 3000 человек из Аджмана и пятью артиллерийскими орудиями. Хамрию защищали около 800 человек, и Абдаллах бин Султан был убит в ходе боев. Поскольку защитники Хамрии потеряли всего десять человек (и около 60 человек погибло среди осаждающих), Султан привлек британцев к посредничеству. Султан надеялся, что капитан британского корабля «Клайв» Кембалл выполнит его приказ в отношении Хамрии, но Кембалл отказался атаковать Хамрию от имени Султана и вместо этого заключил мир, по которому Швайхийин должны были удалены из Хамрии. В 1860 году глава Хамрии Абдулрахман бин Сайф возглавил отряд поддержки Шарджи против мятежных общин Аль-Ханы и Абу-Хаила.
Шейх Султан бин Сакр аль-Касими скончался в 1866 году в возрасте 85 лет. Его сменил его сын Халид бин Султан Аль-Касими, правивший в 1866—1868 годах.